# Sunt o legendă
Sunt o legendă (engleză: I Am Legend) este un roman de groază din 1954 scris de autorul american Richard Matheson. A influențat foarte mult dezvoltarea genului zombie în ficțiune și a popularizat conceptul de apocalipsă a întregii lumi ca urmare a unei boli. Romanul a avut un mare succes și a fost adaptat pentru film ca The Last Man on Earth în 1964, ca The Omega Man în 1971 și I Am Legend (Legenda vie) în 2007, ultimul fiind însoțit și de o producție direct-pe-video din 2007 I Am Omega. Romanul a inspirat și filmul din 1968 Night of the Living Dead (Noaptea morților vii).

## Prezentare
Personajul principal este Robert Neville, aparent singurul supraviețuitor al unei boli cu simptome vampirice. Narațiunea detaliază viața de zi cu zi a lui în Los Angeles în încercarea sa de a căuta un leac al bolii, față de care el este imun. Trecutul lui Neville este dezvăluit prin scurte secvențe retrospective.

## Ecranizări
- The Last Man on Earth (1964, denumire originală în italiană L'ultimo uomo della Terra), regia Ubaldo Ragona și Sidney Salkow, cu Vincent Price în rolul principal
- The Omega Man (1971), regia Boris Sagal, cu Charlton Heston (ca Robert Neville) și Anthony Zerbe
- Legenda vie (2007), regia Francis Lawrence, cu Will Smith în rolul principal
- Eu sunt sfârșitul (2007), producție The Asylum direct-pe-video, regia Griff Furst, cu Mark Dacascos în rolul principal